# Estampes de Debussy
Pour les articles homonymes, voir Estampes.
Estampes est une œuvre pour piano composée par Claude Debussy en 1903. Sa première interprétation publique eut lieu le 9 janvier 1904 par le pianiste Ricardo Viñes à la Salle Érard de la Société nationale de musique. Il s'agit d'un triptyque de trois pièces assez courtes intitulées Pagodes, La soirée dans Grenade et Jardins sous la pluie,,.
Estampes est sans doute la première œuvre pianistique majeure de Debussy. Celle qui définit son style, et annonce les Préludes à venir. Non seulement Debussy invente une nouvelle technique pianistique, plus intime et délicate, par opposition aux prouesses techniques alors à la mode mais il redéfinit également le rôle du piano. Celui-ci n'est plus cet instrument sentimental et passionnel tel que le voyaient les romantiques, convergence de tous les maux et tourments, il se mue en machine à rêve et en compagnon de voyages imaginaires. Dans Estampes, c'est une palette de sonorités inconnues que découvre l'auditeur, à la fois douce, poétique, expressive et dénuée de tout maniérisme. Comme le dit Roland de Candé dans son ouvrage, Les chefs-d'œuvre classiques de la musique, «[...] l'harmonie est sensuelle et non intellectuelle ».

## Pagodes
Durée approximative : 5 minutes
Pagodes est en quelque sorte la conséquence la plus évidente du choc laissé à Debussy par l'écoute des orchestres javanais et balinais (voir Musique indonésienne) lors de l'exposition universelle de 1889 à Paris. Une découverte qui nourrit en même temps son imagination et son inspiration, lui ouvrant la porte à tout un univers musical étranger à la logique et aux règles de la musique occidentale. Ainsi Debussy s'appuie avant tout à une recherche d'atmosphère que l'on peut qualifier, sans prendre trop de risques, d'extrême-orientale. Un thème pentatonique se fait entendre tout au long de la pièce auquel répondent des sonorités vaguement indonésiennes couplées à des subtilités de timbre et des entorses harmoniques.

## La soirée dans Grenade
Durée approximative : 5 minutes 30 
Cette pièce d'évocation espagnole (bien que Debussy ne soit jamais allé en Espagne) faisait l'admiration du compositeur Manuel de Falla, lui-même andalou. Comme son titre l'indique, il s'agit d'une suite d'impression autour d'une soirée dans la ville de Grenade. Ici, Debussy utilise un procédé emprunté à Ravel et sa Habanera (composée en 1895) avec l'emploi d'une pédale de dominante grave, ce qui a pour effet de plonger l'auditeur dans une ambiance comme sombre et suspendue. Pour faire référence à une autre pièce de Debussy, on pourrait dire que les parfums tournent dans l'air. La main gauche se charge de faire entendre une mélodie d'inspiration gitane et flamenca, suivent des allusions aux accents de tango ainsi que des motifs rappelant la guitare. Tout cela dans une seule et unique pièce pour piano, un manifeste de l'orchestration debussyenne.

## Jardins sous la pluie
Durée approximative : 4 minutes 

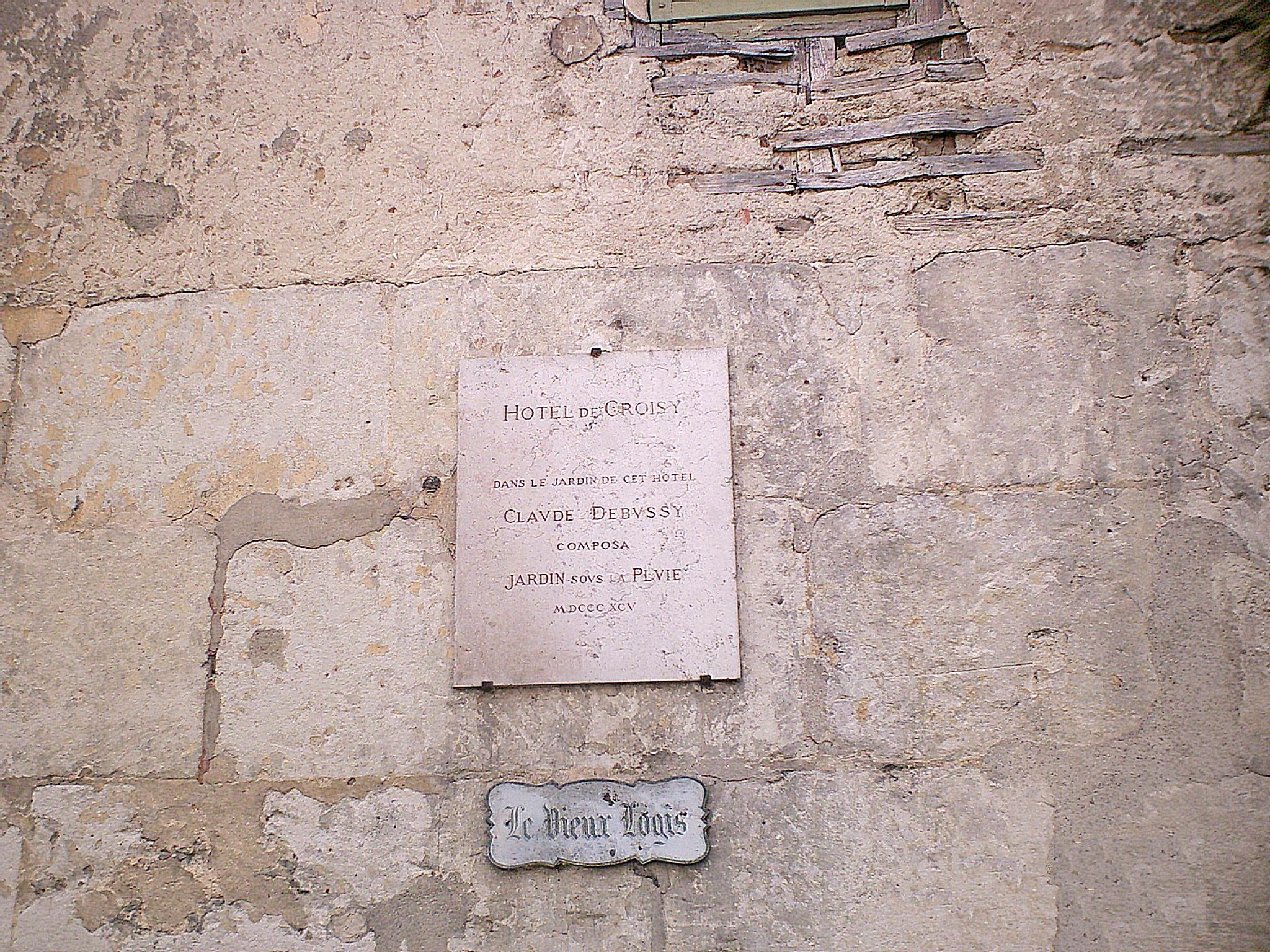
Hôtel de Croisy à Orbec.

Loin de ses influences musicales extrême-orientales et andalouses, Debussy revient à une inspiration française avec Jardins sous la pluie. Les contrées sont plus familières et mélancoliques : la France et Paris, comme le laissent entendre ses emprunts thématiques. La pièce fait entendre fugitivement deux comptines populaires, Dodo, l'enfant do et Nous n'irons plus au bois, thèmes mêlés aux notes transposant les gouttes de pluie et les chants des oiseaux. Selon Henri Pellerin, historien du Pays d'Auge, ce sont les jardins de l'hôtel de Croisy à Orbec (Calvados) qui ont inspiré le compositeur à la Pentecôte de 1894.

## Discographie
Nombreux enregistrements, dont:
- Claudio Arrau, dans les œuvres pour piano de Debussy enregistrées pour le label Philips de 1979 à 1984. Dans cet ensemble, Estampes a été enregistré en avril 1980, avec une prise de son très précise. Plusieurs éditions, dont Philips CD 432 304-2.
- Walter Gieseking, plusieurs éditions, dont EMI Classics (remasterisé en 2011).
- Claude Debussy a lui-même enregistré Soirée dans Grenade (disponible dans le coffret des enregistrements historiques publié par Warner en 2018).